# Felipe Schipani
Felipe Schipani Larrauri (Montevideo, 22 de enero de 1980) es un abogado y político uruguayo, perteneciente al Partido Colorado. Actualmente se desempeña como Representante Nacional en la XLIX Legislatura (2020-2025). 

## Biografía
Cursó la escuela primaria en la Escuela y Liceo Elbio Fernández y el Colegio Stella Maris. La secundaria la cursó en el Liceo N° 1 de Young, Río Negro y el Liceo N° 35 IAVA. Como estudiante universitario tuvo una fuerte militancia estudiantil en la Facultad de Derecho de la Universidad de la República, a través de la agrupación batllista Foro Universitario, desempeñándose como Consejero de Facultad, Secretario del Centro Estudiantes de Derecho, Convencional y Consejero Federal de la FEUU. Como egresado también fue claustrista de facultad.

### Ámbito político
Milita activamente en el Partido Colorado desde las elecciones internas de 1999. En 2015 asumió como Secretario Letrado de la Corte Electoral.
Desde 2015 es miembro titular del Comité Ejecutivo Nacional (CEN) del Partido Colorado. Asimismo, entre noviembre de 2017 y diciembre de 2019, se desempeñó como Prosecretario General del Partido.
Se integró al sector Ciudadanosy en las elecciones de 2019 es electo diputado por Montevideo.Entre el 6 de mayo de 2020 y el 16 de julio de 2022 fue Secretario General Departamental de Montevideo del Partido Colorado, siendo sucedido por Carlos Rydstrōm.
En las elecciones nacionales de octubre de 2024 es reelecto diputado para el período 2025 - 2030.

## Vida personal
Entre 2009 hasta 2024 estuvo en pareja con la también diputada del PC, María Eugenia Roselló, tienen una hija llamada Clara. Hoy en día se encuentran separados.